# Бурна (річка)
60°37′28″ пн. ш. 30°30′20″ сх. д. / 60.6245° пн. ш. 30.5056° сх. д.
Бурна (Тайпале) (рос. Бурная, фін. Taipaleenjoki) — невелика порожиста річка (південне гирло річки Вуокса). Витікає з Суходольського озера (колишня Суванто, фін. Suvanto-järvi) і впадає в Ладозьке озеро. Довжина річки — 10 км. На річці є декілька порогів. Найбільший з них — «Падунець».
До 1818 року, озеро Суванто мало стік до Вуоксі. Від Ладозького озера воно відокремлювалася широким піщаним пасмом. Навесні 1818 року, через швидке танення снігу і рясних дощів води озера сильно піднялися і затопили луки і ріллі розташованої на пасмі села Тайпале. Селяни почали рити канал для скидання паводкових вод до Ладоги. У ніч з 18 на 19 травня була сильна буря, і хвилі озера, прорвавши невелику перемичку, поглибили створений канал і з великою швидкістю попрямували до Ладоги. За короткий час рівень води в озері знизився на 7 м, потік води в північно-західному напрямку (до Вуокси) припинився. Утворилося нове річище з великими порогами на місці перетину озових пагорбів.
На невеликому перешийку між Суванто і Ладозьким озером (точне місцезнаходження невідомо) у минулому знаходився старовинне Новгородське містечко Волочек Сванський. Згідно з переписними окладними книгами XVI століття, у Волочку, колишньому «передмістю» Корели, налічувалося 55 дворів, з яких 26 належало торговим людям, а 29 — рибалкам. Населення містечка доходило до 400—450 осіб. Волочек Сванський належав раніше Валаамському монастирю і був куплений у нього Великим князем Московським.
У XVII і XVIII ст на перешийку існувала фортеця Тайпале, точне місцезнаходження якої також невідомо. Можливо, шведська фортеця Тайпале — це той же Волочек, але отримавший нову назву.
Тут, на березі Ладозького озера в селах районів Тайпале закінчувалася відома лініями Маннергейма.
На порогах річки Бурної проводяться водні змагання по слалому.